# Държавно устройство на Финландия
Финландия е парламентарна република, начело с президент. Страната е разделена на 6 лена. Аландските острови (на фински: Ахвенанмаа) имат особено политико-административно положение, като населението им (25,3 хил. ж. - 96 % са шведи) се ползва с вътрешна автономия. Те имат парламент, а също така и свое знаме.
През 1906 г., за пръв път в света, жените получават избирателни права.

## Президент
Президента е избиран за период от 6 години.

## Законодателна власт
Законодателната власт се осъществява от президента и парламента (200 депутати, избирани за 4 години).

## Изпълнителна власт
Изпълнителната власт се състои от президента и правителството, начело с премиер-министър.